# Luka Jović
Luka Jović (srbsky: Лука Јовић) (* 23. prosinec 1997 Bijeljina, Bosna a Hercegovina) je srbský profesionální fotbalista, který hraje na pozici útočníka za řecký klub AEK Athény a za srbský národní tým.

## Přestupy
- z Crvena zvezda do Benfica za 2 000 000 Euro
- z Benfica do Eintracht Frankfurt za 200 000 Euro (hostování)
- z Benfica do Eintracht Frankfurt za 22 340 000 Euro
- z Eintracht Frankfurt do Real Madrid za 63 000 000 Euro
- z Real Madrid do Eintracht Frankfurt za 1 000 000 Euro (hostování)
- z Real Madrid do Fiorentina zadarmo
- z Fiorentina do AC Milán zadarmo
- z AC Milán do AEK Athény zadarmo

## Kariéra

### Klubová

#### Crvena Zvezda
Již v mladém věku hrával dětské fotbalové soutěže v Loznici. V roce 2005 si jej všiml skaut Crvene zvezdy Tom Milićević a pozval jej na zkoušku, kde uspěl a zůstal zde i přes zájem rivalského Partizanu. Debut za dospělé odehrál ve věku 16 let, 5 měsíců a 5 dnů 28. května 2014 proti Vojvodiny Novi Sad. Nastoupil v 73. minutě a za dvě minuty vstřelil svou první branku. Překonal klubový rekord Stankoviće a stal se tak nejmladší střelec klubu v soutěžním utkání. Zároveň jeho gól zajistil klubu titul v lize.
V následující sezoně se stal nejmladším hráčem co nastoupil do derby z Partizanem, bylo mu 16 let, 9 měsíců a 25 dní. V sezoně odehrál celkem 24 utkání a vstřelil 6 branek. za dalších 22 ligových zápasů a vstřelil v nich 6 branek. Zranění ke konci sezóny mu znemožnilo nominaci na MS U20 na Novém Zélandu, na kterém Srbové vybojovali zlaté medaile. Po sezóně podepsal s klubem novou tříletou smlouvu do léta 2018.
I na začátku podzimu 2015 si držel výbornou formu, když v prvních čtyřech kolech vstřelil tři branky. Do konce podzimu přidal ještě dvě další v lize a jednu v poháru. Crvena zvezda i díky němu zakončila rok na prvním místě tabulky s obrovským náskokem 25 bodů.

#### Benfica
V únoru 2016 přestoupil do portugalské Benfiky, se kterou podepsal smlouvu platnou do roku 2021. Poté, co odehrál pár zápasů s B týmem, odehrál 20. března první utkání za A tým na hřišti Boavista (0:1). Dne 13. dubna odehrál první utkání v LM proti Bayernu (2:2). V klubem v první sezoně slavil vítězství v lize, ligového poháru a také superpoháru. Oslavu ligového titulu i poháru si zopakoval i v následující sezoně. Jenže za dvě sezony odehrál celkem 4 zápasy a tak se vedení klubu rozhodlo jej poslat na hostování do německého Frankfurtu.

#### Frankfurt
Hostování bylo navrženo jako dvouleté s opcí. Svůj debut si odbyl 12. srpna v poháru proti Erndtebrücku (3:0). První branku vstřelil 16. září při debutu v lize, v domácí porážce 1:2 proti Hamburgeru. S klubem získal domácí pohár, když ve finále porazili Bayern (3:1).
Následující sezoně, dne 20. září 2018 vstřelil svůj první mezinárodní gól při výhře 1:2 venku proti francouzskému týmu Olympique Marseille v EL. Dne 19. října vstřelil pět branek při vítězství 7:1 proti Düsseldorfu a stal se nejmladším hráčem v historii fotbalu, který tohle zvládl. Během sezony klub oznámil že na něj uplatnilo opci. V EL vstřelil celkem 10 gólů ve 14 zápasech (což z něj udělalo druhého nejlepšího střelce soutěže po Giroudovi). V této soutěži se dostal do semifinále, kde jej vyřadila Chelsea (1:1, 1:1) na penalty. 

#### Real Madrid
Dne 4. června 2019 se stal posilou Realu Madrid a podepsal smlouvu do léta 2025. Debutoval 17. srpna na půdě Celta Vigo (1:3) a první branku vstřelil 30. října proti Leganés (5:0). V sezoně odehrál celkem 27 utkání a vstřelil jen dvě branky. I tak slavil vítězství v lize i superpoháru. Sezonu 2020/21 začal opět z lavičky a do ledna 2021 nastoupil jen do pěti utkání. Ozval se Frankfurt, které si jej vzalo na půlroční hostování, kde vstřelil 4 branky z 18 utkání.
Do Los Blancos se vrátil z hostování dobře naladěný, jenže v sezoně odehrál celkem 19 utkání a vstřelil jen jednu branku. I tak slavil vítězství v lize a také byl u vítězství ušatého poháru v LM. 

#### Fiorentina
Dne 8. července 2022 odešel do Italské Fiorentiny. Dne 14. srpna odehrál první utkání za Fialky proti Cremonese (3:2). První branku vstřelil 6. října v EKL proti Heart (3:0). V první části sezóny se dělil o roli středního útočníka se svým týmovým kolegou Cabralem. Během jara ho zastavila infekce a k hraní se vrátil až v závěrečné fázi. Hrál v obou finále fialek, do kterých se dostal. Jenže jak v domácím poháru tak i EKL byl na straně poražených. Sezonu uzavřel s 50 zápasy, 13 góly a 5 asistencemi.

#### Milán
Dne 1. září 2023 se natrvalo přestěhoval do Milána. [45] Po komplikovaném začátku, charakterizovaném podprůměrnými výkony, vstřelil první gól 2. prosince proti Frosinone (3:1). V sezoně odehrál celkem 28 utkání, většinou z lavičky a vstřelil 9 branek.
V následující sezoně byl mimo sestavu a nedostal se do nominace pro LM. Až na konci sezony vstřelil důležité dvě branky v odvetě v domácím poháru proti Interu (3:0). 
AEK Athény
po konci v AC Milán zamířil do AEK Athény. Reprezentant Srbska podepsal smlouvu do roku 2027, řecký klub jej získal jako volného hráče. 

## Reprezentační
Byl pravidelně nominován do mládežnických reprezentací své země. Zúčastnil se ME U19 2014 konané v Maďarsku, kde vstřelil jednu branku a těšil se z bronz.
První utkání za seniorskou reprezentaci odehrál 4. června 2018 proti Chile (0:1). Dostal pozvánku na MS 2018, ale šanci si zahrát dostal jen na jednu minutu v utkání proti Brazílii (0:2). První branku vstřelil 20. března 2019 proti Německu (1:1). Opět dostal pozvánku na MS 2022, kde odehrál jedno utkání. Pozvánku dostal i na ME 2024.

## Statistika

### Klubová
| Sezóna                        | Klub                          | Liga                          | Liga   | Liga | Domácí poháry | Domácí poháry | Domácí poháry | Kontinentální poháry | Kontinentální poháry | Kontinentální poháry | Celkem | Celkem |
| Sezóna                        | Klub                          | Soutěž                        | Zápasy | Góly | Soutěž        | Zápasy        | Góly          | Soutěž               | Zápasy               | Góly                 | Zápasy | Góly   |
| ----------------------------- | ----------------------------- | ----------------------------- | ------ | ---- | ------------- | ------------- | ------------- | -------------------- | -------------------- | -------------------- | ------ | ------ |
| 2013/14                       | Crvena zvezda                 | SuperLiga                     | 1      | 1    | SP            | 0             | 0             | EL                   | 0                    | 0                    | 1      | 1      |
| 2014/15                       | Crvena zvezda                 | SuperLiga                     | 22     | 6    | SP            | 2             | 0             | -                    | 0                    | 0                    | 24     | 6      |
| 2015/16                       | Crvena zvezda                 | SuperLiga                     | 19     | 5    | SP            | 2             | 1             | LM                   | 2                    | 0                    | 23     | 6      |
| Celkem za Crvenu zvezdu       | Celkem za Crvenu zvezdu       | Celkem za Crvenu zvezdu       | 42     | 12   | -             | 4             | 1             | -                    | 2                    | 0                    | 48     | 13     |
| 2016                          | Benfica                       | Primeira Liga                 | 1      | 0    | PP+PLP        | 0+0           | 0             | LM                   | 1                    | 0                    | 2      | 0      |
| 2016/17                       | Benfica                       | Primeira Liga                 | 1      | 0    | PP+PLP+PS     | 0+1+0         | 0             | LM                   | 0                    | 0                    | 2      | 0      |
| Celkem za Benficu             | Celkem za Benficu             | Celkem za Benficu             | 2      | 0    | -             | 1             | 0             | -                    | 1                    | 0                    | 4      | 0      |
| 2017/18                       | Eintracht Frankfurt           | Bundesliga                    | 22     | 8    | NP            | 5             | 1             | -                    | 0                    | 0                    | 27     | 9      |
| 2018/19                       | Eintracht Frankfurt           | Bundesliga                    | 32     | 17   | NP+NS         | 1+1           | 0             | EL                   | 14                   | 10                   | 48     | 27     |
| 2019/20                       | Real Madrid                   | Primera División              | 17     | 2    | ŠP+ŠS         | 3+2           | 0             | LM                   | 3                    | 0                    | 27     | 2      |
| 2020/21                       | Real Madrid                   | Primera División              | 4      | 0    | ŠP+ŠS         | 0+0           | 0             | LM                   | 1                    | 0                    | 5      | 0      |
| 2021                          | Eintracht Frankfurt           | Bundesliga                    | 18     | 4    | -             | 0             | 0             | -                    | 0                    | 0                    | 18     | 4      |
| Celkem za Eintracht Frankfurt | Celkem za Eintracht Frankfurt | Celkem za Eintracht Frankfurt | 72     | 29   | -             | 7             | 1             | -                    | 14                   | 10                   | 93     | 40     |
| 2021/22                       | Real Madrid                   | Primera División              | 15     | 1    | ŠP+ŠS         | 1+0           | 0             | LM                   | 3                    | 0                    | 19     | 1      |
| Celkem za Real Madrid         | Celkem za Real Madrid         | Celkem za Real Madrid         | 36     | 3    | -             | 6             | 0             | -                    | 9                    | 0                    | 51     | 3      |
| 2022/23                       | Fiorentina                    | Serie A                       | 31     | 6    | IP            | 3             | 1             | EKL                  | 13                   | 47                   | 13     |        |
| 2023/24                       | Milán                         | Serie A                       | 23     | 6    | IP            | 2             | 2             | LM+EL                | 2+3                  | 0+1                  | 30     | 9      |
| 2024/25                       | Milán                         | Serie A                       | 13     | 2    | IP+IS         | 1+0           | 2+0           | LM                   | 0                    | 0                    | 14     | 4      |
| Celkem za Milán               | Celkem za Milán               | Celkem za Milán               | 36     | 8    | -             | 3             | 4             | -                    | 5                    | 1                    | 44     | 13     |
| Celkově                       | Celkově                       | Celkově                       | 219    | 58   | -             | 25            | 7             | -                    | 46                   | 17                   | 290    | 82     |

### Reprezentační

#### Statistika na velkých turnajích
| Reprezentace | Rok     | Zápasy               | Zápasy | Zápasy    | Zápasy           | Zápasy           | Zápasy   |
| Reprezentace | Rok     | Fáze turnaje         | Datum  | Soupeř    | Odehraných minut | Vstřelené branky | Výsledek |
| ------------ | ------- | -------------------- | ------ | --------- | ---------------- | ---------------- | -------- |
| Srbsko       | MS 2018 | 3 zápas ve skupině E | 27. 6. | Brazílie  | 1                | 0                | 0:2      |
| Srbsko       | MS 2022 | 3 zápas ve skupině A | 2. 12. | Švýcarsko | 35               | 0                | 2:3      |
| Srbsko       | ME 2024 | 1 zápas ve skupině C | 16. 6. | Anglie    | 29               | 0                | 0:1      |
| Srbsko       | ME 2024 | 2 zápas ve skupině C | 20. 6. | Slovinsko | 26               | 1                | 1:1      |
| Srbsko       | ME 2024 | 3 zápas ve skupině C | 25. 6. | Dánsko    | 45               | 0                | 0:0      |

## Úspěchy

### Klubové

#### Národní
- vítěz Srbské ligy (1x)

Crvena zvezda: 2013/14
- vítěz portugalské ligy (2x)

Benfica: 2015/16, 2016/17
- vítěz španělské ligy (2x)

Real Madrid: 2019/20, 2021/22
- vítěz Portugalského poháru (1x)

Benfica: 2016/17
- vítěz Německého poháru (1x)

Frankfurt: 2017/18
- vítěz Portugalského ligového poháru (1x)

Benfica: 2016
- vítěz Španělského superpoháru (2x)

Real Madrid: 2019, 2022
- vítěz italského superpoháru (1x)

Milán: 2024

#### Kontinentální
- vítěz Ligy mistrů UEFA (1x)

Real Madrid: 2021/22

### Reprezentační
- 2× na MS (2018, 2022)
- 1× na ME (2024)
- 1× na ME U21 (2019)

### Individuální
- 1× All Stars Team EL (2018/19)